# 奥会津昭和からむし織
奥会津昭和からむし織（おくあいづしょうわからむしおり）は、福島県大沼郡昭和村で生産される伝統工芸品。国の伝統的工芸品、福島県の重要無形文化財に指定されている。カラムシ（苧麻（ちょま））という植物の繊維を素材として用いた織物であり、吸湿性、速乾性に富み、夏衣に適している。
昭和村は植物のカラムシの主産地でもあり、その繊維を精製した青苧は、からむし織のみならず小千谷縮や越後上布にも用いられていることから、昭和村の「からむし（苧麻）生産・苧引き」は、国の選定保存技術に選定されている。また、昭和村のからむし生産用具と製品は、国重要有形民俗文化財に指定されている。

## 工程
からむし焼き
からむしの発芽を揃え、成長が均一になるようにするため、二十四節気の小満の頃に、焼き畑を行う。
刈り取り
7月頃からお盆前にかけ一本ずつ手作業で刈り取る。
からむし剥ぎ
数時間から一晩ほど流水に浸し、丁寧に皮を剥ぎ取る。
からむし引き
苧（お）引き具で剥いだ皮の外皮を除き、一枚ずつ表皮と繊維を引き分ける。取り出した繊維は、数日陰干しして乾かす。
苧積（おう）み
からむし引きで取り出された繊維を糸の太さに合わせて裂き、繊維を繋ぎ合わせる。
からむし織
積んで紡がれた糸を地機や高織で手織りする。なお、伝統工芸品の件として、地機で織られたものという場合もある。

## 歴史
昭和村におけるからむし栽培は室町時代には既に始まっていたとされ、会津領主・蘆名盛政の時代に奨励されたと言われる。
第二次世界大戦以降は、からむし畑から食糧用の畑への転換や、主要な卸先であった小千谷・六日町の織物業界の不況により、消滅の危機と言われるほど生産が激減した。こうした状況を受けて1970年代より、村や農協が中心となり、からむしを原料とした織物づくりを復興する動きが始まった。
1983年（昭和58年）には、からむし織の生産・販売拠点や資料展示の機能を持つ「からむし会館」が落成。1985年（昭和60年）5月には、西武百貨店の「日本の101村展」に出展。同年7月には、村内でイベント「からむしの里手織りフェア」が開催された（後の「からむし織の里フェア」）。
2001年（平成13年）には、からむし工芸博物館や体験施設（現・道の駅からむし織の里しょうわ）がオープンした。

## 織姫制度
1994年（平成6年）には、昭和村において、からむし織体験生「織姫」制度が始まった。これは1年弱などの一定期間村に滞在し、からむし織の一連の工程（栽培から織りまで）や生活体験を行ってもらう制度で、2014年までに97名が修了し、うち30名以上が修了後も村に残っている。初年には全国紙の朝日新聞で取り上げられたこともあり、10名の募集枠に対し64名の応募、200件以上の問い合わせがあった。当初は35歳未満の女性を対象としていたが、2001年より男性（彦星）も対象となった。